# Iepenknoopjeskorst
Iepenknoopjeskorst (Bacidia rubella) is een korstmossoort uit de familie Ramalinaceae. Het leeft in symbiose met een chlorococcoïde alg.

## Determinatie
Het thallus is dun tot rijk korrelig en grijs- tot geelgroen van kleur. De korrels zijn 60 tot 120 μm groot. De apotheciën zijn (0,4–)0,7–1(–1,3) mm in diameter en de kleur is bleek tot donker roodbruin. 
De ascosporen zijn naaldvormig en meten (35–)40–70(–75) × 2,5–3(–4) μm. Het hymenium is 70–105 μm hoog, kleurloos of zwak oranjerood of geel in het bovenste gedeelte.

## Verspreiding
In Nederland is iepenknoopjeskorst zeer zeldzaam en staat op de Nederlandse Rode Lijst in de categorie 'Bedreigd'.